# کلم بورک
کِلِم بِرک (به انگلیسی: Clem Burke) (زاده شده با نام کلمنت آنتونی بُزِفسکی؛ ۲۴ نوامبر ۱۹۵۴ – ۶ آوریل ۲۰۲۵) موزیسین آمریکایی بود که بیشتر به عنوان درامر گروه موج نو بلاندی شناخته می‌شد. هنگامی که بلاندی در حال شکل گیری اولیه خودش بود، برک توسط کریس استین و دبی هری به استخدام در آمد. برک از اولین نمایش روی صحنه بلاندی در سال ۱۹۷۴ تا گردهمایی دوباره گروه در اواخر دهه میلادی و همچنین تور سراسری گروه در سال ۲۰۰۹ با گروه بلاندی بود و از آن جدا نشد.
هنگامی که بلاندی در دهه ۸۰ و ۹۰ میلادی منحل شده بود، برک به عنوان درامر برای گروه‌ها و خوانندگانی چون The Romantics، پیت تانزند، باب دیلن، The Tourists، یوریتمیکس و ایگی پاپ به نوازندگی می‌پرداخت.
وی در سال ۲۰۰۶ میلادی به تالار مشاهیر راک اند رول راه یافت.